# Oswald Kabasta
Oswald Kabasta (Mistelbach, Austria, 29 de diciembre de 1896 - Kufstein, Tirol, Austria, 6 de febrero de 1946) fue un director de orquesta austriaco. Estudió con el compositor Franz Schmidt. En 1931 se convirtió en director principal de la Orquesta Sinfónica de Viena. En 1938 obtuvo la titularidad de la Orquesta Filarmónica de Múnich. Sus interpretaciones, especialmente de Bruckner se caracterizan por su intensidad e impulso rítmico.
Kabasta era un partidario entusiasta del régimen nazi. Después del Anschluss, en 1938, firmó toda su correspondencia con "Heil Hitler!". Tras finalizar la Segunda Guerra Mundial, Kabasta recibió la prohibición de dirigir orquesta por parte de los Aliados, debido a que sus simpatías con los nazis resultaban extremadamente evidentes. Devastado por este hecho, se suicidó en 1946.

## Repertorio y Estilo
Oswald kabasta fue considerado en su época como un director excepcional, especialmente durante los últimos ocho años de su carrera, en los que estuvo al frente de la Orquesta Filarmónica de Múnich. Durante este período destacó como gran intérprete de Anton Bruckner, continuando así con la larga tradición Bruckneriana de la orquesta, demostrando el alto nivel adquirido en una serie de giras locales y en el extranjero. Kabasta fue también un director entusiasta de música contemporánea. Dirigió el estreno de la Cuarta Sinfonía de Franz Schmidt (dedicada a él) en 1934 y el del oratorio El Libro de los Siete Sellos del mismo autor, en 1938. Algunos años más tarde, en 1943, y pese a la prohibición oficial de la música de Bartok, Kabasta ensayó y dirigió la obra Música para Cuerdas, Percusión y Celesta.
Sus interpretaciones ofrecieron tempi generalmente rápidos, acentos fuertes y claridad en las partes internas. Aunque el pulso básico siempre se sentía fuertemente, Kabasta podía exhibir una gran libertad rítmica dentro de este pulso. La música se tornaba absolutamente flexible cuando era necesario, dirigida por una batuta de gran precisión.

## Controversia
Oswald Kabasta fue contemporáneo de varios directores de orquesta austro-germanos, tales como Herbert von Karajan, Karl Böhm, Hans Rosbaud y Eugen Jochum, todos ellos mucho mejor recordados que él. Kabasta murió en 1946, antes del advenimiento del LP, mientras que la mayor parte de los anteriormente citados seguían activos en el estudio después de la llegada de la grabación digital. Pero la oscuridad que rodea actualmente la figura de Kabasta se puede atribuir, más correctamente, a la tragedia del Nacionalsocialismo. Kabasta no fue un nazi más ardiente que Böhm, quien también firmó su correspondencia con "Heil Hitler!" y quien aduló más desvergonzadamente al Führer. Pero mientras que Böhm desarrollaba su carrera como director en Dresde y en Viena - ciudades relativamente alejadas de los grandes centros de poder del Tercer Reich -, Kabasta pasó aquellos años en Múnich, el lugar de nacimiento del movimiento nazi y el escenario para los grandilocuentes esquemas artísticos de Adolf Hitler. La Orquesta Filarmónica de Múnich bajo la dirección de Kabasta llegó a ser conocida como "La Orquesta de la Capital del Movimiento Político". De esta forma, Kabasta tenía un perfil nazi más prominente que el de cualquier otro director. Antiguos miembros del partido, como Karajan, fueron autorizados para continuar con sus carreras después de la guerra. Pero cuando las fuerzas Aliadas de ocupación prohibieron a Kabasta retornar al podio, este decidió suicidarse.
- Datos: Q697836
- Multimedia: Oswald Kabasta / Q697836